# Блежел
Блежел (рум. Blăjel) — село у повіті Сібіу в Румунії. Адміністративний центр комуни Блежел.
Село розташоване на відстані 240 км на північний захід від Бухареста, 48 км на північ від Сібіу, 84 км на південний схід від Клуж-Напоки, 116 км на північний захід від Брашова.

## Населення
За даними перепису населення 2002 року у селі проживали 1887 осіб.
Національний склад населення села:
| Національність | Кількість осіб | Відсоток |
| -------------- | -------------- | -------- |
| румуни         | 1285           | 68,1%    |
| угорці         | 304            | 16,1%    |
| цигани         | 279            | 14,8%    |
| німці          | 15             | 0,8%     |

Рідною мовою назвали:
| Мова      | Кількість осіб | Відсоток |
| --------- | -------------- | -------- |
| румунська | 1480           | 78,4%    |
| угорська  | 275            | 14,6%    |
| циганська | 111            | 5,9%     |
| німецька  | 17             | 0,9%     |